# يعقوب الشاروني
يعقوب الشاروني (1931 - 2023م)، كاتب وصحفي مصري من رواد أدب الأطفال في مصر والعالم العربي.
كان يكتب بابًا في جريدة الأهرام تحت عنوان ألف حكاية وحكاية منذ عام 1981. حائز على جائزة لجنة التحكيم الخاصة لمسابقة سوزان مبارك لأدب الأطفال عام 2001 في مجال التأليف عن كتابه «أجمل الحكايات الشعبية» التي تسلَّمها من سوزان مبارك. وفي عام 2002 فاز كتابه نفسه بجائزة «الآفاق الجديدة» من معرض بولونيا الدولي لكتب الأطفال بإيطاليا، وهي جائزة تُمنح لكتاب واحد على مستوى قارات آسيا وأمريكا الجنوبية وإفريقيا وأستراليا، وهي واحدة من أهم جائزتين يمنحهما المعرض سنويًّا على مستوى العالم.
رشَّح الأستاذ توفيق الحكيم يعقوب الشاروني عام 1963 ليحصل على منحة التفرغ للكتابة الأدبية وقال: «أزكِّي هذا الطلب بكل قوة لما أعرفه عن السيد يعقوب الشاروني من موهبة تجلَّت في مسرحية (أبطال بلدنا) التي ظفرت بالجائزة الأولى في مسابقة المجلس الأعلى للفنون والآداب».
قالت الدكتورة سهير القلماوي في تقرير اللجنة التي منحت يعقوب الشاروني جائزة أحسن كاتب أطفال سنة 1981: «إن أسلوب الأستاذ يعقوب الشاروني، بالنسبة لما يجب أن يكون للأطفال، قد حقَّق آفاقًا بعيدة المدى، سهولةً وبساطة وتعليمًا. إنه أسلوب واضح المعالم، مُستجيب لكل ما نطمع فيه من حيثُ اللغةُ التي نُخاطب بها الأطفال».

## مولده ودراساته
ولد يعقوب إسحق قليني الشاروني في 10 فبراير سنة 1931 بالقاهرة حيث درس القانون، وحصل على ليسانس الحقوق في مايو سنة 1952، وحصل عام 1955 على دبلوم الدراسات العليا في الاقتصاد السياسي من كلية الحقوق بجامعة القاهرة بمصر. في عام 1958 حصل على دبلوم الدراسات العليا في الاقتصاد التطبيقي من كلية الحقوق جامعة القاهرة بمصر.

## تاريخه الوظيفي
في عام 1953 تقلد منصب مندوب هيئة قضايا الدولة بمصر. وفي عام 1954 عمل محامي بهيئة قضايا الدولة. حتى وصل عام 1959 إلى منصب نائب هيئة قضايا الدولة (تعادل رئيس محكمة). في عام 1967 تم انتدابه بناء على طلبه مديرًا عامًا للهيئة العامة لقصور الثقافة ومُشرفاً على مديرية الثقافة وقصر الثقافة بمحافظة بني سويف بصعيد مصر. ثم تم نقله بناء على طلبه عام 1968 من وظيفته القضائية بوزارة العدل ليعمل مديرًا عامًا للهيئة العامة لقصور الثقافة.
في فبراير 1969 سافر إلى فرنسا لمدة عشرة أشهر في منحة من الحكومة الفرنسية لدراسة العمل الثقافي بين الجماهير خاصة في مجال ثقافة الطفل. وفي عام 1970 تم اختياره مديرًا عامًا لثقافة الطفل وقصر ثقافة الطفل المتخصص بالهيئة العامة لقصور الثقافة. ثم تم اختياره مستشارًا لوزير الثقافة لشئون ثقافة الطفل عام 1973. في عام 1975 أصبح مسئولاً عن شئون التدريب بوزارة الثقافة، بالإضافة إلى عمله مستشارًا لوزير الثقافة لشئون ثقافة الطفل. إلى أن تم اختياره رئيسًا ومديرًا عامًا للشئون القانونية لوزارة الثقافة، بالإضافة إلى عمله مستشارًا لوزير الثقافة لشئون ثقافة الطفل عام 1980.
ما بين عام 1981 إلى عام 2008 اختارته صحيفة الأهرام المصرية مشرفاً على صفحة الأطفال اليومية، وذلك إلى جوار عمله بوزارة الثقافة. وما بين عام 1984 إلى 1991 تم اختياره رئيسًا للمركز القومي لثقافة الطفل بوزارة الثقافة المصرية بدرجة وكيل وزارة.
في عام 1984 قام بأصدر سلسلة «مجلدات بحوث ودراسات ثقافات الطفل» كما أنشأ أيضًا في النفس العام «المسابقة القومية للطفل الموهوب». وفي عام 1985 أنشأ الندوة الدائمة لأدب وثقافة الطفل، بهدف خلق حركة نقدية حول أدب الأطفال. وفي نفس العام أصدر العدد التجريبي من أول مجلة للثقافة العلمية للأطفال باسم «النحلة».
أُحيل إلى المعاش عام 1991، لكنه ظل متعاقدًا مع وزارة الثقافة كمستشار لشئون ثقافة الطفل. وما بين عام 1982 إلى 2008 عمل كأستاذ زائر لأدب وقصص ومسرح الأطفال بكليات التربية بجامعات حلوان والإسكندرية وجنوب الوادي وطنطا وكفر الشيخ في مصر.
في عام 2003: اختارته قناة ART الفضائية للأطفال مستشارًا لتقييم برامج الأطفال التي تذاع على تلك القناة. وما بين 2005 و2008 عمل مستشار لنشر كُتب الأطفال بدار المعارف للنشر. وما بين 2006 و2007 عمل مستشار لتحرير كُتب الأطفال الصادرة عن وزارة البيئة المصرية. وفي عام 2007: مستشار كُتب الأطفال الصادرة عن الشركة المصرية العالمية للنشر - لونجمان بمصر .

## الجوائز الذي حصل عليها
حصل عام 1960 على الجائزة الأولى لتأليف الرواية المسرحية من المجلس الأعلى للفنون والآداب - وزارة الثقافة - مصر، عن مسرحية «أبطال بلدنا». في عام 1962 حصل على الجائزة الأولى للتأليف المسرحي من الهيئة العامة لفنون المسرح والموسيقى، وزارة الثقافة - مصر، عن مسرحية «جنينة المحطة». حصل عام 1981 على جائزة أحسن كاتب أطفال، من الجمعية المصرية لنشر الثقافة العالمية عن روايته «سر الاختفاء العجيب». في عام 1998 حصل على جائزة أفضل كاتب أطفال «عن مجموعة مؤلفاته للأطفال»، من المجلس الأعلى للثقافة، وزارة الثقافة - مصر. كما حصل في نفس العام على جائزة الشئون المعنوية للقوات المسلحة في مسابقة الإبداع الأدبي للأطفال، عن كتابه «أبطال أرض الفيروز»، الذي كتبت مقدمته رئيس المجلس المصري لكتب الأطفال السيدة سوزان مبارك. كما حصل أيضًا في العام نفسه على جائزة «السندباد»، من مهرجان القاهرة الدولي لسينما الطفل، تقديرًا لدوره الرائد في ثقافة الأطفال.
في عام 2002 حصل على جائزة لجنة التحكيم الخاصة لأفضل مؤلف، في مسابقة سوزان مبارك لأدب الأطفال عن كتابه «أجمل الحكايات الشعبية». كما حصل في نفس العام على جائزة «الآفاق الجديدة» من معرض بولونيا الدولي بإيطاليا لكتب الأطفال لكتابه «أجمل الحكايات الشعبية»، وهي جائزة تمنح لكتاب واحد كل عام. في عام 2005 حصل على جائزة التميز في مسابقة سوزان مبارك لأدب الأطفال - مصر، عن رواياته الثلاث: حكاية رادوبيس – أحلام حسن – الفرس المسحور. في عام 2007 حصل جائزة أفضل مؤلف في مسابقة سوزان مبارك لأدب الأطفال - مصر، عن روايته «سر ملكة الملوك»، التي تستمد موضوعها من حياة الملكة حتشبسوت.
ما بين 1996 – 2007: عدد كبير من الميداليات وشهادات التقدير من مختلف الجمعيات والهيئات من مصر والبلاد العربية، تقديرًا لإبداعه في مجال أدب الأطفال.
جائزة الدولة التقديرية في الآداب.

## العضوية في الهيئات
عضو اتحاد كتاب مصر من 1965 إلى 2008. وعضو في المجلس الأعلى للثقافة - لجنة ثقافة الطفل من 1970 – 2007. وعضو جمعية الرعاية المتكاملة لتلاميذ المدارس الابتدائية، التي ترأسها سوزان مبارك من 1978 إلى 2007 وعضو لجان تحكيم جائزة سوزان مبارك لأدب الأطفال للمؤلفين الشباب من 1989 إلى 2007. في عام 1993 كان عضو لجنة المنظمة العربية للتربية والثقافة والعلوم المكلفة بوضع الخطة القومية الشاملة لثقافة الطفل العربي. وما بين 1995 إلى 2008 عضو المجلس المصري لكتب الأطفال. عام 1999 كان عضو لجنة تحكيم جائزة الدولة التقديرية لأدب الأطفال بالأردن. وهو عضو اللجان الاستشارية لمكتبة الإسكندرية - لجنة الطفولة والنشء من 2002 إلى 2008.

## أهم رواياته وأعماله الأدبية
بلغ عدد الكُتب التي كتبها للأطفال وتم نشرها أكثر من 400 كتابًا، من أهم مؤلفاته:
- سر الاختفاء العجيب (1981).
- مُفاجأة الحفل الأخير (1983).
- مُغامرة البطل منصور (1984).
- الرحلة العجيبة لعروس النيل (1994) صدرت الطبعة الخامسة 2004.
- مُغامرة زهرة مع الشجرة (1997).
- في عام 1998 صدرت عشرة مُجلدات تضم ألف حكاية بعنوان «ألف حكاية وحكاية».
- عفاريت نصف الليل (1998)صدر منها 5 طبعات آخرها 2005.
- شجرة تنمو في قارب (2002).
- صندوق نعمة ربنا (2002).
- حكاية طارق وعلاء (2002).
- أحسن شيء أني حرة (2002).
- الجائزة وأنياب النمر (2003).
- حكاية رادوبيس (2004) ترجمت إلى الفرنسية والإنجليزية والمجرية.
- الفرس المسحورة (2004) وترجمت إلى الفرنسية والإنجليزية.
- معروف في بلاد الفلوس (2004).
- حسناء والثعبان الملكي (2004) وصدر منها طبعتان آخرهما 2005.
- أحلام حسن (2004) والتي ترجمت إلى الإنجليزية والفرنسية.
- البداية مع قطعة شيكولاتة (2004).
- رجل السيرك (2004).
- تائه في القناة (2005) وصدرت طبعتها الثالثة 2006.
- منيرة وقطتها شمسة (2005).
- مرمر وبابا البجعة (2005).
- صراع في بيت الطالبات.
- سلطان ليوم واحد (2005) وصدر منها طبعتان آخرهما سنة 2007.
- الأعمى وكنز الصحراء.
- سر ملكة الملوك (2006) (عن الملكة حتشبسوت).
- ثروة تحت الأرض (2006).
- طيور الأحلام (2006).
- الصياد ودينار السلطان (2006).
- أبناء لهم أجنحة (2006).
- روائع المتحف الإسلامي (2006).
- أبناء في العاصفة (2007).
- الكسلان وتاج السلطان (2007).

## أنشطة ثقافية
شارك في الأعوام ما بين 1970 – 2008 في مُناقشة عدد كبير من رسائل الماجستير والدكتوراه حول أدب الأطفال وكُتبهم كما شارك في الإشراف على إعداد عدد كبير من هذه الرسائل. وتمثيل مصر في عدد كبير من الحلقات الدراسية والندوات والمعارض الدولية والعربية. بالأضافة إلى أنه ينظيم ورش العمل حول فن الكتابة للأطفال وقص القصة. ويقوم بإلقاء مُحاضرات كل أسبوع تقريبًا حول تنمية عادة القراءة عند الأطفال وأساليب التعامل معهم في المجال الثقافي.
قام في عام 1979 إلى 2002 بكتابة برامج تليفزيونية أسبوعيًّا للأطفال، من أهمها برنامج «مجلة الجيل الجديد» الأسبوعي الذي استمر من عام 1979 حتى عام 1995. أما في الأعوام ما بين 1981 و1986 عمل مستشارًا شئون مكتبات الأطفال لجمعية الرعاية المتكاملة التي ترأسها سوزان مبارك. ومن عام 1996 إلى 2008 وهو يشرف على إصدار مجلة «القلم السحري»، الصادرة عن مكتبات جمعية الرعاية المتكاملة. ومن عام 2001 إلى 2008 يشرف على الندوة الشهرية الدائمة لأدب وثقافة الأطفال، بمكتبة سوزان مبارك، وإدارة الورشة الشهرية لأدب الأطفال لشباب المبدعين في هذا المجال.

## الدراسات عن أعماله الأدبية
- 2003: «صورة الطفل المصري في أدب الأطفال» - رسالة مُقدمة من الباحث «منصور إبراهيم منصور» للحصول على درجة الماجستير في النقد الفنى تخصّص نقد أدبى، كامل كيلاني ويعقوب الشارونى نموذجًا.
- 2004: «أفراح وأحزان طفل هذا الزمان» - دراسة حول مُشكلات الطفل في أدب يعقوب الشارونى - بقلم الأديب الناقد فريد محمد معوض - وهي الدراسة الفائزة بالمركز الأول لجائزة الدراسات النقدية المجلس الأعلى للثقافة - وزارة الثقافة - مصر - 2004.
- 2006: «الإبداع في أعمال كاتب الأطفال يعقوب الشارونى» - كتاب صادر عن المجلس القومى لثقافة الطفل وزارة الثقافة - مصر.
- 2006: " المضامين التربوية في كتابات بعض أدباء الأطفال في مصرعلى ضوء التحولات المجتمعية في النصف الثاني من القرن العشرين " - دراسة تحليلية - يعقوب الشارونى وأحمد نجيب " - رسالة دكتوراه مُقدمة من " إيناس أحمد عبد العزيز زكى " المُدرس المُساعد بقسم رياض الأطفال بكلية التربية - جامعة حلوان.
- 2006: «قراءات في أدب الأطفال - يعقوب الشارونى نموذجًا» –(رؤى تحليلية نقدية تربوية) – أعدتها الدكتورة أميمة مُنير جادو - المركز القومى للبحوث التربوية.
- 2006: «قراءة نقدية في أدب يعقوب الشارونى القصصى - منيرة وقطتها شمسة نموذجًَا» - بقلم أ. د شريف الجيار - أستاذ الأدب العربى بجامعة بنى سويف - مصر - دراسة ألقيت بكلية الألسن - جامعة عين شمس - القاهرة، في 28 فبراير 2006 بمناسبة الاحتفال بالعيد الماسى ليعقوب الشارونى.
- 2006: «التداخل النصى في كتابات يعقوب الشارونى - معروف في بلاد الفلوس نموذجًا» - بقلم د. سعيد الوكيل - أستاذ الأدب العربى بكلية الآداب - جامعة عين شمس.الدراسة ألقيت بمكتبة سوزان مبارك العامة - القاهرة - مصر، بمناسبة الاحتفال بالعيد الماسى ليعقوب الشارونى.
- 2000: حول رواية «سر الاختفاء العجيب» - فصل من كتاب «قصص الأطفال ومسرحهم» - بقلم أ. د محمد حسن عبد الله - أستاذ الأدب العربى بكلية الآداب - الفيوم - مصر.
- 2006 : «يعقوب الشارونى مُبدعًا وباحثــًا» - إعداد د. سهير محفوظ - أستاذ مساعد علوم المكتبات والمعلومات - كلية الآداب - جامعة حلوان - الدراسة ألقيت بمكتبة سوزان مبارك العامة - القاهرة - مصر - بمناسبة الاحتفال بالعيد الماسى ليعقوب الشارونى.
- 2006: " رؤية نقدية في أدب الأطفال عند يعقوب الشارونى - قراءات في المضمون - رواية " تائه في القناة " - بقلم د. أميمة منير جادو - دراسة ألقيت بمكتبة سوزان مبارك العامة - القاهرة - مصر - بمناسبة الاحتفال بالعيد الماسى ليعقوب الشارونى.
- 2006: الشخصية الإيجابية لأبطال روايات يعقوب الشارونى - دراسة في ثلاثية روايات مجموعة شهر زاد: حكاية رادوبيس - الفرس المسحورى - أحلام حسن - بقلم أ. د. صلاح ترك، كاتب وناقد أدبى -عضو اتحاد كُتــّاب مصر ورئيس نادى الأدب المركزى بمحافظة الغربية - الدراسة ألقيت بمكتبة سوزان مبارك العامة - القاهرة - مصر - بمناسبة الاحتفال يوم بالعيد الماسى ليعقوب الشارونى.
- 2005: «تجانس الكائنات في مجموعة شهر زاد: حكاية رادوبيس - الفرس المسحورة - أحلام حسن» - بقلم الناقدة سمر إبراهيم - نشرت بمجلة «أخبار الأدب»، عدد السبت 30 يوليو 2005.
- 2006: «المصرية والعالمية في أدب يعقوب الشارونى» - دراسة بقلم الأستاذ منتصر ثابت - دراسة ألقيت في دار الأدباء في 8 مارس 2006 - بمناسبة الاحتفال بالعيد الماسى ليعقوب الشاروني.
- 2006: «يعقوب الشاروني أديبًا مُبدعًا» – بقلم الناقد محمود عبد الوهاب - دراسة ألقيت بمكتبة سوزان مبارك العامة - القاهرة - مصر - بمناسبة الاحتفال بالعيد الماسى ليعقوب الشاروني.
- 2006: دراسة حول رواية " حسناء والثعبان الملكى ".. سمات فنية جديدة في الأدب العربي " - دراسة بقلم أ. عاطف عبد الفتاح - ألقيت في دار الأدباء في 8 مارس 2006 - بمناسبة الاحتفال بالعيد الماسى ليعقوب الشارونى.
- 2006: «ثورة من أجل الشجرة: مغامرة زهرة مع الشجرة» - بقلم أ. فريد محمد معوض - دراسة ألقيت في دار الأدباء في 8 مارس 2006 - بمناسبة الاحتفال بالعيد الماسى ليعقوب الشارونى.
- 2006: حول رواية «الأعمى وكنز الصحراء» - بقلم أ. لينا الكيلاني - شهادة ألقيت بمكتبة سوزان مبارك العامة -القاهرة - مصر - بمناسبة الاحتفال يوم 16 فبراير 2006 بالعيد الماسى ليعقوب الشارونى - 2 صفحة.
- 2006: «يعقوب الشارونى رائدًا لأدب الأطفال» - دراسة بقلم الأديبة والناقـدة الأستــاذة لوســى يعقوب - 16 صفحة - دراسة تم تقديمها في دار الأدبــاء يوم 8 / 3 / 2006 - بمناسبة الاحتفال بالعيد الماسى ليعقوب الشاروني.
- 2006: قراءة في رواية «الأعمى وكنز الصحراء» للشارونى - بقلم الفنان الناقد أحمد عبد النعيم -شهادة ألقيت في دار الأدباء يوم 8 مارس 2006 - بمناسبة الاحتفال بالعيد الماسى ليعقوب الشارونى.
- 2006: «ساحر الكلمات.. يعقوب الشارونى» - بقلم كاتب الأطفال والسيناريست وليد كمال - شهادة ألقيت في دار الأدباء يوم 8 مارس 2006 - بمناسبة الاحتفال بالعيد الماسى ليعقوب الشارونى.
- 2006: دراسة: «الأستاذ يعقوب الشاروني أحد رواد الثقافة والتنوير والحوار مع الآخر» بقلم الناقد الباحث سمير عبد اللطيف - شهادة ألقيت في دار الأدباء يوم 8 / 3 / 2006 - بمناسبة الاحتفال بالعيد الماسى ليعقوب الشاروني.
- 2006: «ومن بعدى الحياة» - بقلم الكاتب والناقد محمد عبد الحافظ ناصف - شهادة ألقيت في دار الأدباء يوم 8 مارس 2006 - بمناسبة الاحتفال بالعيد الماسى ليعقوب الشارونى - صفحة واحدة.
- 2006: «المعرفة والطفل العربي» - دكتور مسعد عويس – الأستاذ بكلية التربية الرياضية - جامعة حلوان - وعضو لجنة الطفولة والنشء بمكتبة الإسكندرية - شهادة ألقيت في دار الأدباء يوم 8 مارس 2006 - بمناسبة الاحتفال بالعيد الماسى ليعقوب الشارونى.

## أهم دراساته في كُتب
- 1981: تنمية عادة القراءة عند الأطفال. (صدرت طبعته الرابعة 2005).
- 1990: القيم التربوية في قصص الأطفال.
- 2002: كيف نقرأ لأطفالنا.
- 2002: كيف نحكى قصة.
- 2002: تنمية عقل وذكاء الطفل.
- 2002: ثقافة طفل القرية وثقافة الطفل العامل.
- 2002: كيف نلعب مع أطفالنا.

## وفاته
توفي يوم الخميس 9 جمادى الأولى 1445 هـ الموافق 23 نوفمبر 2023م. وأقيمت الصلاة عليه يوم السبت 25 من نوفمبر في كنيسة مارجرجس، مطرانية الجيزة بشارع مراد.